# Campionato nordamericano femminile under 20 di calcio 2014
Il Campionato nordamericano femminile under 20 di calcio 2014, 7ª edizione della competizione organizzata dalla CONCACAF e riservata a giocatrici Under-20, si è giocato a George Town, nelle Isole Cayman tra il 9 e il 19 gennaio 2014.

Gli Stati Uniti si sono confermati campioni, vincendo il titolo per la quarta volta. Insieme a loro, Messico e Costa Rica si sono qualificati per il Campionato mondiale femminile under 20 di calcio 2014. Il Canada, ammesso direttamente al Campionato mondiale come paese organizzatore, non partecipa al torneo.

## Squadre qualificate
- Costa Rica
- Giamaica
- Guatemala
- Honduras
- Isole Cayman (paese organizzatore)
- Messico
- Stati Uniti
- Trinidad e Tobago

## Stadio
| George Town                  |
| ---------------------------- |
| Truman Bodden Sports Complex |
| Capienza: 3.000              |

## Prima fase

### Gruppo A
| Pos. | Squadra     | Pt | G | V | N | P | GF | GS | DR  |
| ---- | ----------- | -- | - | - | - | - | -- | -- | --- |
| 1.   | Stati Uniti | 9  | 3 | 3 | 0 | 0 | 19 | 0  | +19 |
| 2.   | Costa Rica  | 4  | 3 | 1 | 1 | 1 | 6  | 8  | -2  |
| 3.   | Giamaica    | 2  | 3 | 0 | 2 | 1 | 1  | 4  | -3  |
| 4.   | Guatemala   | 1  | 3 | 0 | 1 | 2 | 1  | 15 | -14 |

| Data      | Ora         | Partita     | Partita | Partita     |
| --------- | ----------- | ----------- | ------- | ----------- |
| 9-1-2014  | 17:00 UTC-5 | Guatemala   | 0 - 0   | Giamaica    |
| 9-1-2014  | 19:30 UTC-5 | Stati Uniti | 6 - 0   | Costa Rica  |
| 11-1-2014 | 17:00 UTC-5 | Costa Rica  | 5 - 1   | Guatemala   |
| 11-1-2014 | 19:30 UTC-5 | Giamaica    | 0 - 3   | Stati Uniti |
| 13-1-2014 | 17:00 UTC-5 | Giamaica    | 1 - 1   | Costa Rica  |
| 13-1-2014 | 19:30 UTC-5 | Stati Uniti | 10 - 0  | Guatemala   |

### Gruppo B
| Pos. | Squadra           | Pt | G | V | N | P | GF | GS | DR  |
| ---- | ----------------- | -- | - | - | - | - | -- | -- | --- |
| 1.   | Messico           | 9  | 3 | 3 | 0 | 0 | 19 | 1  | +18 |
| 2.   | Trinidad e Tobago | 6  | 3 | 2 | 0 | 1 | 6  | 3  | +3  |
| 3.   | Honduras          | 3  | 3 | 1 | 0 | 2 | 4  | 12 | -8  |
| 4.   | Isole Cayman      | 0  | 3 | 0 | 0 | 3 | 0  | 13 | -13 |

| Data      | Ora         | Partita           | Partita | Partita           |
| --------- | ----------- | ----------------- | ------- | ----------------- |
| 10-1-2014 | 17:00 UTC-5 | Honduras          | 0 - 2   | Trinidad e Tobago |
| 10-1-2014 | 19:30 UTC-5 | Isole Cayman      | 0 - 6   | Messico           |
| 12-1-2014 | 17:00 UTC-5 | Messico           | 10 - 1  | Honduras          |
| 12-1-2014 | 19:30 UTC-5 | Isole Cayman      | 0 - 4   | Trinidad e Tobago |
| 14-1-2014 | 17:00 UTC-5 | Trinidad e Tobago | 0 - 3   | Messico           |
| 14-1-2014 | 19:30 UTC-5 | Isole Cayman      | 0 - 3   | Honduras          |

## Fase a eliminazione diretta
|  | Semifinali        | Semifinali        | Semifinali  |             |         | Finale            | Finale            | Finale          |  |
|  |                   |                   |             |             |         |                   |                   |                 |  |
|  | Messico           | Messico           | 3           |             |         |                   |                   |                 |  |
|  | Messico           | Messico           | 3           |             |         |                   |                   |                 |  |
|  | Costa Rica        | Costa Rica        | 1           |             |         |                   |                   |                 |  |
|  | Costa Rica        | Costa Rica        | 1           |             | Messico | Messico           | 0                 |                 |  |
|  |                   |                   |             |             | Messico | Messico           | 0                 |                 |  |
|  |                   |                   | Stati Uniti | Stati Uniti | 4       |                   |                   |                 |  |
|  | Stati Uniti       | Stati Uniti       | Stati Uniti | Stati Uniti | 4       | 6                 |                   |                 |  |
|  | Stati Uniti       | Stati Uniti       |             |             |         | 6                 |                   |                 |  |
|  | Trinidad e Tobago | Trinidad e Tobago | 0           |             |         | Finale 3º posto   | Finale 3º posto   | Finale 3º posto |  |
|  | Trinidad e Tobago | Trinidad e Tobago | 0           |             |         |                   |                   |                 |  |
|  |                   |                   |             |             |         |                   |                   |                 |  |
|  |                   |                   |             |             |         | Costa Rica (dts)  | Costa Rica (dts)  | 7               |  |
|  |                   |                   |             |             |         | Costa Rica (dts)  | Costa Rica (dts)  | 7               |  |
|  |                   |                   |             |             |         | Trinidad e Tobago | Trinidad e Tobago | 3               |  |